# 韋爾比夫卡 (羅日尼亞季夫區)
48°53′50″N 24°15′47″E / 48.89722°N 24.26306°E
韋爾比夫卡（烏克蘭語：Вербівка），是烏克蘭西部的村莊，隸屬伊萬諾-弗蘭科夫斯克州的卡盧什區。該村始建於1674年，面積3平方公里，2001年人口1,038，人口密度每平方公里342.6人。